# 용화여자고등학교
용화여자고등학교(容華女子高等學校)는 대한민국 서울특별시 노원구 상계동에 있는 사립 고등학교이다.

## 학교 연혁
- 1987년 4월 22일 : 학교 설립 승인
- 1987년 6월 25일 : 학교법인 용화학원 설립허가(초대 이사장 박용화 선생 취임)
- 1987년 12월 15일 : 용화여자고등학교 설립인가(36학급)
- 1987년 12월 30일 : 교사 1차 공사 준공
- 1988년 3월 1일 : 초대 교장 임명섭 선생 취임
- 1988년 3월 5일 : 제1회 입학식(12학급 701명)
- 1989년 2월 28일 : 2차 공사 준공
- 1991년 2월 8일 : 제1회 졸업식(12학급 694명)
- 1993년 8월 10일 : 봉곡관 준공 및 개관식
- 2001년 6월 20일 : 제2대 이사장 박승원 선생 취임
- 2004년 12월 30일 : 신축 교사(구용관) 준공
- 2009년 5월 30일 : 집현관 준공
- 2011년 6월 23일 : 사임당홀 개관
- 2019년 2월 14일 : 제29회 졸업식(14학급 430명) 총 졸업생 16,326명 배출
- 2021년 9월 1일 : 제8대 조성영 교장 취임
- 2023년 2월 8일 : 제33회 졸업식 (12학급 292명)
- 2023년 3월 2일 : 제36회 입학식 (12학급 308명)

## 참고 자료
- 용화여자고등학교 - 한국교육학술정보원 학교알리미